# Bătălia de la Ljubić
Bătălia din dealul Ljubić (în sârbă Битка на Љубићу, Бој на Љубићу) a fost o luptă planificată între forțele revoluționare sârbe aflate sub conducerea lui Miloš Obrenović și trupele otomane conduse de Caja-pașa, la 8 mai 1815, pe dealul Ljubić aflat la 4 kilometri nord-est de Čačak. A fost cea mai mare și semnificativă bătălie armată din timpul celei de-a doua răscoale sârbe.

## Context
A Doua Răscoală Sârbă a fost a doua fază a Revoluției Sârbe împotriva Imperiului Otoman, care a izbucnit la scurt timp după reanexarea țării de către Imperiul Otoman în 1813. Miloš Obrenović a fost ales conducător al răsculaților.

## Desfășurare

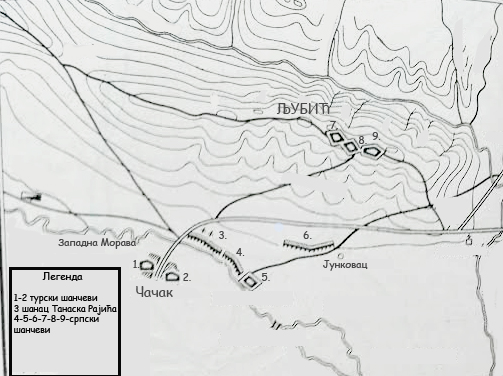
Harta bătăliei de la Ljubić

După eliberarea muntelui Rudnik, revoluționarii sârbi, conduși de Lazar Mutap-Čačanin, au început să atace pozițiile otomane din apropiere de Čačak. La 6 mai 1815, otomanii au răspuns incursiunilor sârbe, trimițând o forță puternică de 7.000 de oameni sub comanda lui Caja-pașa pentru a ataca rebelii sârbi din spate. Rebelii s-au retras rapid pe dealul Ljubić, unde s-au regrupat și au primit întăriri din partea detașamentelor comandate de Miloš Obrenović și Jovan Dimitrijević Dobrača. Forțele inițiale sârbe au avut 1.500 de oameni ca infanterie și 200 de cavalerie, cu întăriri suplimentare de 3.000 de oameni. Bătălia s-a încheiat cu victoria sârbilor. Sârbii au cucerit zone întinse din teritoriu și au pus mâna pe cantități uriașe de armament. Pierderile sârbești s-au ridicat la 1.500 de oameni (dintr-un total de 4700 de oameni) în timp cu forțele otomane au fost nimicite complet, inclusiv comandantului lor Imsir (Ćaja-Paša) a fost ucis. Orașul Čačak a fost cucerit și sârbii au avansat în continuare spre Kragujevac, Jagodina, Karanovac, Batočina și Požarevac. 

## Urmări
La mijlocul anului 1815 au început primele negocieri între Miloš Obrenović și Marașli Ali Pașa, guvernatorul otoman al Pașalâcului Belgrad. Sârbii au obținut o autonomie parțială, iar în 1816 Poarta Otomană a semnat mai multe acorduri pentru normalizarea relațiilor dintre sârbi și turci. Rezultatul a fost recunoașterea Principatului Serbiei de către Imperiul Otoman. Miloš Obrenović a primit titlul de prinț al Serbiei. Deși principatul a plătit Porții Otomane un tribut anual și a avut o garnizoană de trupe turcești la Belgrad până în 1867, el s-a manifestat, în multe alte chestiuni, ca un stat independent. Sub conducerea nepotului fratelui lui Miloš, Milan, Serbia a obținut independența formală în 1878, în baza Tratatului de la Berlin.
În 1817 Miloš Obrenović a reușit să-l forțeze pe Marașli Ali Pașa să negocieze un acord nescris prin care s-a pus capăt efectiv celei de-a Doua Răscoale Sârbe. În același an, Karađorđe Petrović, conducătorul Primei Răscoale, s-a întors în Serbia și a fost asasinat.